# Ludwig Oberheim
Ludwig Otto Heinrich Oberheim (* 26. Dezember 1808 in Berlin; † 1863 in Landsberg an der Warthe) war ein deutscher evangelischer Pfarrer und Politiker.

## Leben
Oberheim war der Sohn des Schuhmachermeisters Albert Otto Oberheim und dessen Ehefrau Marie Luise geborene Lüdecke. Er heiratete am 4. April 1836 in Berlin Johanna Emilie Lange, die Tochter Kaufmanns Jakob David Lange in Hamburg.
Oberheim studierte in Berlin und Bonn Theologie und wurde am 17. Dezember 1832 ordiniert. 1832 wurde er Frühprediger an der Jerusalemkirche und Neuen Kirche in Berlin. 1836 wechselte er als Archidiakon nach Landsberg, wo er 1843 bis 1863 Oberpfarrer und Superintendent war.
1850 gehörte er dem Volkshaus des Erfurter Unionsparlaments an.

## Schriften
- Die Einführung der Reformation in der Mark Brandenburg. Ein Beitrag zu der dreihundertjährigen Jubelfeier dieses Ereignisses. Wilmsen, Landsberg a.W. 1839.
- Geschichte des brandenburgisch-preußischen Staats. Ein Leitfaden beim Schulunterricht. Landsberg an der Warthe 1842.